# Palaeorhiza malachisis
Palaeorhiza malachisis là một loài Hymenoptera trong họ Colletidae. Loài này được Smith mô tả khoa học năm 1859.